# Theodor Liedtcke
Theodor Liedtcke (* 23. Oktober 1823 oder 1828 in Königsberg; † 20. November 1902 in Berlin) war ein deutscher Sänger und Königlicher Hofschauspieler am Berliner Schauspielhaus.

## Leben
Liedtcke war der Sohn eines Fabrikanten. Er sollte sich ursprünglich der Landwirtschaft widmen folgte jedoch seiner Neigung und begann 1846 seine Bühnenlaufbahn als Chorfänger an der Bühne in Königsberg. Schon bald entwickelte er sich zu einem Solisten und war als Baritonist aktiv. Er beteiligte sich ein halbes Jahr lang an einer Opernunternehmung und kehrte, als sich diese nach Russland wandte nach Deutschland zurück. Bei seinem Engagement am Deutschen Theater in Vilnius wechselte er zwischen der Oper und dem darstellenden Spiel. Er sang noch einige Basspartien am Stadttheater von Stettin, wechselte aber schließlich zur Schauspielerei und wirkte in der Heldenrolle oder als jugendlicher Liebhaber. Nachdem er zunächst mit einihen Wanderbühnen unterwegs war, bekam er in der Rolle des ersten Liebhabers ein etwas besseres Engagement beim Grafen Hahn am Stadttehter in Altona. Es folgten Auftritte in Dresden, Liegnitz, Rostock, Stettin, Weimar und Wien auf. 1850 wurde er nach mehrmaligen Probegastspiel am Königlichen Schauspielhaus in Berlin engagiert.
Später wandte er sich dem humoristischen Fach zu. Als Gast trat er in Hamburg, Leipzig und München auf. Nach gut 40 Jahren beendete Liedtcke am 12. Oktober 1889 seine Bühnenkarriere als Hofschauspieler. Zwischenzeitlich hatte man ihm an der Wiener Hofburg einen lebenslänglichen Vertrag angeboten, den er jedoch auf Wunsch des preußischen Hofes ablehnte. Er starb kurz nach seinem 79. Geburtstag und wurde auf dem Friedhof II der Jerusalems- und Neuen Kirche vor dem Halleschen Tor, wo vierzig Jahre zuvor bereits seine früh verstorbene erste Gattin ihre letzte Ruhestätte gefunden hatte, beigesetzt. Beide Gräber sind nicht erhalten.

## Rollen (Auswahl)
Zu seinen Rollen zählten:
- Conrad Bolz (Gustav Freytag: Die Journalisten)
- Major von Tellheim (Gotthold Ephraim Lessing: Minna von Barnhelm)
- Petruchio (William Shakespeare: Der Widerspenstigen Zähmung)
- Lord Bolingbroke (Eugène Scribe: Das Glas Wasser)
- Friedrich III. (Gustav Gans zu Putlitz: Das Testament des großen Kurfürsten)

## Familie
Liedtcke war zweimal verheiratet:
- am 17. September 1860 mit der Sängerin und Schauspielerin Clara (geborene Stich, verwitwete Hoppe; 1820–1862)
- mit der österreichischen Schauspielerin Marie (geborene Weisshappel, geschiedene Kierschner; 1834–1898)[5]